# Touha (film)
Touha (v originále Holding Trevor) je americký hraný film z roku 2008, který režíroval Rosser Goodman. Film popisuje osudy mladého gaye, který hledá vztah. Snímek měl světovou premiéru na San Francisco International Lesbian and Gay Film Festivalu dne 4. července 2008. V ČR vyšel na DVD v roce 2009.

## Děj
Trevor bydlí v Los Angeles v domě se spolubydlící Andie. Jednoho dne se jeho kamarád a bývalý milenec Darrell předávkuje drogami a Trevor ho odveze do nemocnice. Po návratu mu slíbí, že se bude léčit. Trevor je pozván na večírek, kde se seznámí s Ephramem, kterého potkal před tím v nemocnici a zamilují se do sebe. Trevorův kamarád Jake, který často střídá partnery, se rozhodne jít na testy HIV a vezme s sebou i Trevora a Andie. Zatímco oba kamarádi mají testy v pořádku, Andie je pozitivní. Trevoz zjistí, že Darrell opět bere drogy a rozhodne se s ním už nestýkat. Později se dozví, že Darrel zemřel na předávkování. Ephram mu oznámí, že získal místo v nemocnici v New Yorku a chce, aby s ním odjel. Poté se dozví od Andie, že je HIV pozitivní. Rozhodne se s Ephramem rozejít a zůstat s přáteli v Los Angeles.

## Obsazení
| Brent Gorski       | Trevor Holden |
| Christopher Wyllie | Darrell       |
| Jay Brannan        | Jake          |
| Melissa Searing    | Andie         |
| Eli Kranski        | Ephram        |